# Докаль, Борха
Борха Докаль Сайс (исп. Borja Docal Sáiz; род. 3 октября 1991, Сантандер) — испанский футболист, полузащитник.

## Клубная карьера
Борха прошёл через всю футбольную систему клуба «Расинг». 19 августа 2012 года дебютировал за основную команду Сегунде в матче против «Лас-Пальмаса». 23 марта 2013 Докаль отметился дебютным голом в ворота «Луго».
14 июля 2013 года Докаль присоединился к клубу «Мирандес». 26 августа 2015 вернулся в «Расинг».
1 июля 2016 года подписал контракт со словацким клубом «Сеница». 30 июля дебютировал за команду в матче против «Земплин» (2:0). Вторым и последним матчем за клуб из Михаловце был против «Злате-Моравце».
14 февраля 2017 года подписал однолетний контракт с брестским «Динамо». Дебют за белорусский клуб состоялся 4 июня того же года в матче против «Нафтана» заменив на 87 минуте Леандро Торреса. В 2018 году вернулся в Испанию играть за клуб «Химнастика», который покину после сезона 2018/2019 и завершил карьеру футболиста.

## Личная жизнь
Двоюродный брат Докаля, Серхио Каналес, также является профессиональным футболистом.